# Vranovice nad Svratkou
Vranovice (deutsch Branowitz) ist eine Gemeinde in Tschechien. Sie liegt sechs Kilometer östlich von Pohořelice und gehört zum Okres Brno-venkov.

## Geographie
Vranovice befindet sich in der Thaya-Schwarza-Senke zwischen den Flüssen Jihlava und Svratka. Zwei Kilometer östlich mündet die Šatava in die Svratka. Südöstlich erhebt sich die Strážná (Hutberg, 306 m), im Südwesten der Slaniskový kopec (206 m) und nordwestlich der Za Teplany (204 m). Durch Vranovice verläuft die Bahnstrecke Břeclav–Brno, von der hier die Nebenstrecke Vranovice–Pohořelice abzweigt.
Nachbarorte sind Žabčice und Přísnotice im Norden, Nosislav, Boudky und Velké Němčice im Nordosten, Uherčice im Osten, Popice im Südosten, Pouzdřany und Ivaň im Süden, Přibice im Westen sowie Pohořelice, Smolín und Úlehla im Nordwesten.

## Geschichte
Die älteste schriftliche Nachricht über das zum Kloster Rosa Coeli gehörige Dorf erfolgte im Jahre 1257, als Vranovice zur wiedererrichteten Kirche in Briwiz gepfarrt wurde. Das Dorf entstand an der Flussaue der alten Šatava an einem Kreuzungspunkt der Bernsteinstraße von Polen nach Ungarn mit weiteren Handelswegen. Nach dem Erlöschen des Klosters erwarb der böhmische Vizekanzler Jiří Žabka von Limberg in der Mitte des 15. Jahrhunderts das Dorf. Burian Žabka verkaufte 1566 die Güter Prštice und Vlasatice einschließlich Vranovice an Albrecht Černohorský von Boskowitz. Nach seinem Tode erbte dessen Bruder Johann Schembera Černohorský von Boskowitz den Besitz. Er veräußerte die Herrschaft Vlasatice-Prštice 1572 an Franz Graf von Thurn. Nach der Schlacht am Weißen Berg erwarb Kardinal Franz Seraph von Dietrichstein das Dorf. Im Laufe der Zeit änderte sich der Ortsname in Prennwiz bzw. Brannowitz. Die Bewohner des Dorfes lebten von der Landwirtschaft und dem Weinbau. Im Hufenregister von 1656 sind für das Dorf 81 Anwesen vermerkt. 1790 lebten in dem Ort 562 Menschen. Am 7. Juli 1839 wurde die durch das Dorf führende südmährische Eisenbahnhauptstrecke von Brünn nach Lundenburg eingeweiht. 1840 brach in Branovice ein Großfeuer aus, das vom Funkenflug der Eisenbahn verursacht worden war. Dabei starben 7 Einwohner; 20 Häuser, 37 Chaluppen und 27 Scheuern fielen in Schutt und Asche. 1849 forderte eine Choleraepidemie 34 Opfer.
Nach der Aufhebung der Patrimonialherrschaften bildete Branowitz/Branovice ab 1850 eine Gemeinde in der Bezirkshauptmannschaft Auspitz und dem Gerichtsbezirk Židlochovice. 1855 brach erneut die Cholera aus. Binnen sechs Wochen starben 87 Einwohner. In den Jahren 1859 und 1860 wurde Branovice erneut von zwei Großbränden heimgesucht. Nach dem Aussterben der Fürsten Dietrichstein erbten 1862 die Grafen von Herberstein die Güter. Nach der Vollendung der Kirche Mariä Heimsuchung wurde in Vranovice eine eigene Pfarre errichtet. 1872 entstand die Zuckerfabrik, im Jahre 1887 wurde die Straße nach Ivaň errichtet und 1899 entstand die Straße nach Velké Němčice. 1890 hatte die Gemeinde 1435 Einwohner. Im Jahre 1895 begann der Verkehr auf der Bahnstrecke Vranovice–Pohořelice. Die Šatava wurde zum Ende des 19. Jahrhunderts reguliert und an Vranovice vorbei zu Svratka geleitet. Zwischen 1921 und 1936 wurde die Bahnstrecke Břeclav–Brno zweigleisig ausgebaut. 1923 wurde der Gemeindename Branovice in Vranovice geändert. Dabei wurde fälschlicherweise angenommen, dass der Ortsname mit den hier häufig vorkommenden Rabenkrähen in einem Zusammenhang steht. Im Jahre 1930 lebten in der Gemeinde 1911 Menschen. Zwischen 1948 und 1960 gehörte die Gemeinde zum Okres Židlochovice. Nach dessen Aufhebung wurde Vranovice dem Okres Břeclav zugeschlagen. Seit dem 1. Januar 2007 gehört die Gemeinde zum Okres Brno-venkov. Die Gemeinde Vranovice führt ein Wappen und Banner.

## Gemeindegliederung
Für die Gemeinde Vranovice sind keine Ortsteile ausgewiesen.

## Sehenswürdigkeiten
- Statue des hl. Florian, errichtet 1799. Sie wurde 1868 versetzt und an ihrem alten Standort die Kirche errichtet.
- Beinhaus an der Friedhofsmauer, der runde und mit Holzschindeln gedeckte Bau weist typische Formen eine Karners aus dem 17. Jahrhundert auf.
- Kirche Mariä Heimsuchung, erbaut 1868–1870 durch den Baumeister Josef Jelínek aus Seelowitz. Die Orgel ist ein Werk von Benedikt Latzl. Geweiht wurde die Kirche am 29. Mai 1870.
- Die Kapelle Maria vom guten Rat an der Straße nach Ivaň wurde auf Kosten von Antonín Exl errichtet und 1906 geweiht. Es ist ein klassizistischer Bau mit Tonnengewölbe.
- Barocke Betsäule aus der 1. Hälfte des 19. Jahrhunderts. Nach ihrer Zerstörung durch einen Granattreffer am 17. April 1945 wurde das Bauwerk von den Bewohnern des Dorfes wiedererrichtet.
- Gedenkstein für die Opfer des Ersten Weltkrieges, geschaffen 1925 vom Steinmetzmeister Dvořák aus Břeclav.
- Naturdenkmal Pouzdřanská step – Kolby, südwestlich des Dorfes im Kolbenwald und am Hutberg.